# Nihon-gô
 (novembre 2017).
Si vous disposez d'ouvrages ou d'articles de référence ou si vous connaissez des sites web de qualité traitant du thème abordé ici, merci de compléter l'article en donnant les références utiles à sa vérifiabilité et en les liant à la section « Notes et références ».
Le Nihon-gô (日本号), aussi appelé Hinomoto-gô, est l'une des trois grandes lances du Japon, Tenkasanmeisô (天下三名槍). Cet objet historique de l'époque d'Edo est une pièce de la collection permanente du musée de la ville de Fukuoka, dans la préfecture du même nom, au Japon. Cette lance, destinée aux personnes de haut rang, est aussi à l'origine de l'anecdote concernant Mori Tomonobu dans Kuroda bushi.

## Lame et ornements
La lame pèse 912,7 g. Elle est divisée en deux parties, la pointe tranchante, à l'extrémité de la lance qui mesure 2 shaku, 6 sun, 1 bu et 5 rin (79,2 cm) et la partie proche du manche qui mesure 1 shaku, 6 bu et 5 rin (62,5 cm). Sur cette seconde partie est gravé avec raffinement le dragon légendaire Kurikaraken (倶利伽羅剣). La longueur totale de la lance dépasse 3,20 m pour un poids total de 2,8 kg. 